# Mathráki (ort i Grekland)
Mathráki är en ort i Grekland.   Den ligger i prefekturen Nomós Kerkýras och regionen Joniska öarna, i den västra delen av landet, 400 km nordväst om huvudstaden Aten. Mathráki ligger 136 meter över havet och antalet invånare är 329. Den ligger på ön Nisí Mathráki.
Terrängen runt Mathráki är platt.  Närmaste större samhälle är Agios Georgis, 16,1 km öster om Mathráki. 